# El Imparcial (Chicago)
El Imparcial es un periódico semanal en español de Chicago (EE. UU.), fundado en 1986 para la creciente comunidad hispana de Chicago. Desde finales de 1999 El imparcial fue adquirido por Tele Guía Publications, Inc. Su sede se encuentra en 3114 S. Austin Blvd. Cicero, Illinois 60804.